# Port de Sines
Le port de Sines est le premier et le plus large port artificiel du Portugal. 

## Histoire
La flotte de Vasco de Gama est parti de ce port en 1497 pour sa première expédition vers Calicut aux Indes.

## Description
Ses fonds sont profonds, atteignant jusqu'à - 28 mètres sans dragage. Le port dispose de terminaux spécialisés qui permettent la circulation d'une variété importante de marchandises. En plus d'être le principal port de la côte atlantique du Portugal en raison de ses caractéristiques géophysiques, c'est le principal port d'entrée des ressources énergétiques du Portugal : conteneurs, gaz naturel, charbon, pétrole et ses dérivés.
Sa construction a commencé en 1973 ; il est mis en exploitation en 1978. Le port fonctionne à plein temps, et fournit des services tels que le contrôle du trafic maritime, le pilotage, le remorquage, l'amarrage ainsi que le contrôle de l'accès, la surveillance, les eaux potables, la lutte contre la pollution et les réparations à bord ou à terre.

## Localisation
Le port de Sines est situé à 37°57' de latitude Nord et 08°52' de longitude Ouest, à 58 milles marins ou 107 km au Sud de Lisbonne, au croisement des routes marines internationales majeures.
Sines a traversé quelques difficultés pendant les premières décennies du projet, avec notamment des problèmes de construction et des revenus trop faibles des industries pétrochimiques, pourtant très attendus. Mais aujourd'hui[Quand ?], le port de Sines reçoit plus de la moitié du trafic portuaire portugais, en particulier des conteneurs.

## Terminaux

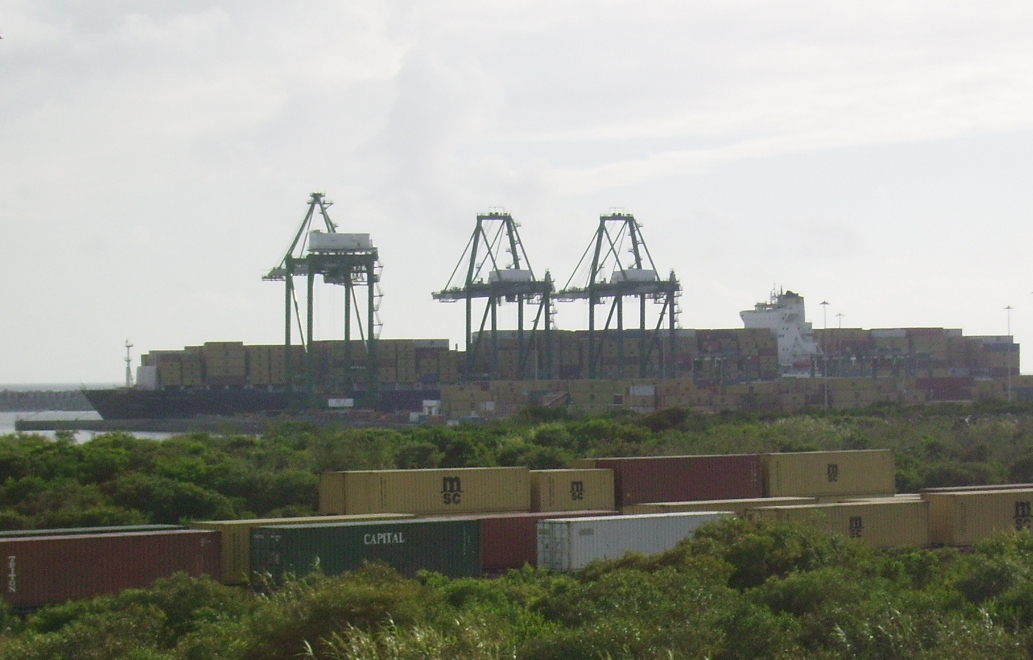
Terminal conteneur.

Le Terminal XXI est un terminal à conteneurs opérationnel depuis 2004 et est exploité en vertu d'une concession de service public par PSA International.
Concernant l'arrière-pays, il y a des connexions directes du Terminal XXI vers les réseaux routiers et ferroviaires nationaux. D'autre part, pour répondre à la demande croissante, un projet d'évolution et d'expansion de l'accessibilité avec les interfaces routières et ferroviaires a été mis en œuvre. Il a pour objectif d'améliorer l'intermodalité pour les connexions nationales et à l'intérieur de l'Espagne, en particulier la région de Madrid.
À Lisbonne, fin 2018, le président Xi Jinping signait un accord sur la « Nouvelle route de la soie » avec son homologue portugais Marcelo Rebelo de Sousa. Le géant chinois Cosco, partait favori pour investir à Sines. Après avoir lancé, en 2019, un appel d'offres de 642 millions d’euros pour la construction d'un second terminal à conteneurs dans ce port, en avril 2021, les autorités locales annoncent avoir repoussé la décision d’attribution de ce marché.